# 4265 Kani
Kani (asteróide 4265) é um asteróide da cintura principal, a 1,9389802 UA. Possui uma excentricidade de 0,2013051 e um período orbital de 1 381,58 dias (3,78 anos).
Kani tem uma velocidade orbital média de 19,1159775 km/s e uma inclinação de 4,35254º.
Este asteróide foi descoberto em 8 de Outubro de 1989 por Furuta. Mizuno.